# Ryūzōji (Klan)
Der Ryūzōji-Klan (japanisch 龍造寺氏, Ryūzōji-shi) ist ein japanischer Klan der Sengoku-Zeit, der im nördlichen Kyūshū beheimatet war.

## Herkunft
Als Ahnen berufen sie sich auf Fujiwara Hidesato. Ihre Gebiete sind die Provinz Hizen und die Provinz Saga. Allerdings mussten sie den Chiba in Kyūshū dienen. Langsam haben sie ihren Einfluss auch auf die größte Stadt auf der Insel, Kitakyūshū ausgedehnt und ihre Provinz Hizen mit den Ländereien der Chiba auf Kyūshū eingetauscht.

## Aufstieg
Als sie schließlich selbst das Schloss verwalteten und den Reisanbau und die Ōuchi in der Provinz Suō besiegten, war ihr Oberhaupt als Sengoku-Daimyō etabliert, wenngleich er nicht über bedeutende Mittel verfügte. Dieser Aufstieg war eine Provokation gegen die etablierten Klans, und so kam es zur Schlacht mit den Ōuchi, bei der aber wider allen Erwartungen sich die Ryūzōji behaupten konnten, was den gegnerischen Daimyō zum Selbstmord veranlasste und seinen Klan von der Bildfläche verschwinden ließ.

## Fortgang
Umgeben von den Ōtomo im Osten und den Shimazu im Süden, waren sie im äußersten Westen Japans weitestgehend isoliert von den politischen und militärischen Entwicklungen.

## Auflösung
Später schlossen sie sich den Matsudaira aus der Provinz Aizu an und blieben in Aizu bis zur Meiji-Restauration in den Jahren ab 1867.